# Consorzio Zip

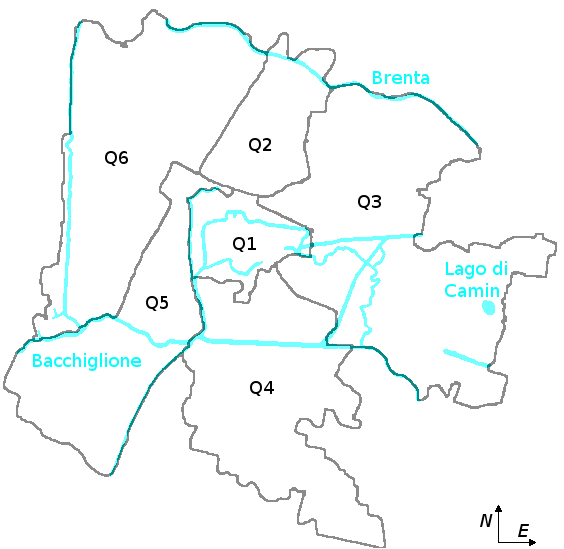
Il quartiere dove ha sede il Consorzio si trova nell'area Q3, nella zona Est della città

Il Consorzio Zona Industriale e Porto Fluviale di Padova è un ente pubblico economico che ha progettato e realizzato la più vasta area industriale del Nordest, senza soluzione di continuità e a gestione unitaria (10,5 milioni di m²). Essa ospita, a sua volta, la più grande area interportuale del Nord Italia (Interporto di Padova S.p.A.).
È stato fondato nel 1956 da Comune, Provincia e Camera di Commercio di Padova (soci paritari) con l'obiettivo di fungere da "volano" per l'economia del territorio, realizzando infrastrutture adeguate e offrendo servizi per facilitare l'insediamento di imprese.

## Pianificazione territoriale e sviluppo economico
Attualmente la zona industriale di Padova - che a est della città occupa circa un nono del territorio comunale - ospita oltre 1400 aziende ed è servita da un raccordo ferroviario con 7 km di binari; da 2 caselli autostradali; 5 centri servizi con poste, hotel, ristoranti, banche, studi professionali, servizi alle imprese e alle persone; e da un anello in fibra ottica di 30 km. Il 18% del suo territorio è destinato a verde.
Il Consorzio Zip punta sulla valorizzazione dell'area industriale di Padova, supporta lo sviluppo delle imprese e offre servizi e opportunità sul territorio in cui esse operano.

## La missione
Politiche di sviluppo sul mercato interno e di sinergia su nuovi mercati hanno intanto portato a collaborazioni con altre aree industriali nazionali ed estere, permettendo al Consorzio di proporsi sul mercato globale dell'economia, per la progettazione e realizzazione, full service, di aree industriali sia in Italia che all'estero, con particolare attenzione all'equilibrio ambientale tra produzione industriale e territorio circostante.
Nel suo Statuto, gli scopi del Consorzio vengono così definiti nell'art.2:
- organizzare (anche promuovendo e favorendo ogni iniziativa pubblica e privata) l'attuazione della zona industriale e portuale di Padova mediante l'espropriazione o l'acquisizione degli immobili situati nella zona industriale e portuale quale risulta dalle disposizioni di legge, deliberando altresì l'acquisto di immobili situati fuori dal comprensorio, che si presentino di particolare utilità ed interesse per lo sviluppo della zona industriale e portuale;
- promuovere e curare lo studio e l'esecuzione delle opere pubbliche necessarie per l'insediamento delle aziende industriali, commerciali e artigianali tecnicamente organizzate e per la funzionalità della zona industriale e portuale;
- curare l'amministrazione dei beni consorziali;
- svolgere ogni altra attività che possa essere utile all'interesse della zona industriale e portuale in relazione all'efficienza della zona stessa ed al miglioramento della navigazione interna;
- associarsi ad altri entri aventi finalità analoghe ed interesse per il Consorzio, per il raggiungimento di fini comuni;
- partecipare ad iniziative con pubbliche amministrazioni, enti pubblici e altri soggetti per la progettazione, la realizzazione e la gestione di aree di attività industriali e di parchi scientifici tecnologici, in ambito comunitario, anche attraverso la prestazione di servizi di consulenza, potendo ricorrere alla costituzione di società di capitali. Potrà altresì assumere analoghe iniziative nei paesi estranei all'Unione europea previo parere degli enti fondatori; partecipare d'intesa con la Provincia di Padova alle attività di cui all'art. 14 e all'art. 15 lettere a e b del 2 comma, della legge 8/6/90, n. 142;
- promuovere nell'ambito degli aggregati industriali attrezzati dal Consorzio, le condizioni necessarie per la creazione e lo sviluppo di attività produttive nei settori dell'industria e dell'artigianato e dei servizi, realizzando e gestendo in tale quadro, anche in collaborazione con le associazioni imprenditoriali, infrastrutture per l'industria, l'artigianato ed il commercio, rustici e industriali, servizi reali alle imprese, iniziative per l'orientamento e la formazione professionale dei lavoratori, dei quadri direttivi ed intermedi e dei giovani imprenditori, e ogni altro servizio sociale connesso alla produzione industriale, artigianale e commerciale;
- partecipare inoltre a società per lo sviluppo fondiario e immobiliare a tutte le iniziative connesse con l'applicazione della legge n. 317/1991 e norme collegate.

Il Consorzio, ferma restando la sua autonomia dell'esercizio delle funzioni statutarie la sua natura di ente pubblico economico, si ispira alle disposizioni in materia di programmazione territoriale ed economica della Regione Veneto.

## Le principali attività
Progetta e realizza l'area industriale di Padova che si estende su 1050 ettari 
Assegna terreno attrezzato in lotti di varie dimensioni, a partire da 2.000 metri quadrati. Progetta, realizza e vende aree industriali attrezzate, in Italia e all'estero, mediante accordi di programma con enti pubblici e privati o partecipazione a società di sviluppo, mettendo a disposizione il know-how e gli standard qualitativi elevati realizzati per conseguire obiettivi sostenibili per la collettività 
Progetta e realizza immobili e rustici industriali "chiavi in mano", in conformità a singole richieste imprenditoriali, compreso il progetto di finanziamento 
Progetta e costruisce reti tecnologiche specializzate e reti telematiche ed esegue lavori di manutenzione, recupero e riconversione di edifici industriali

## La strategia
La strategia di Zip punta sul rafforzamento della missione istituzionale di gestire in maniera integrata la zona industriale di Padova, seguendo le linee di tendenza dell'economia padovana e veneta e avviando processi di cooperazione con altri enti e realtà imprenditoriali. Mantiene un rapporto costante con le istituzioni (enti locali e territoriali) e le diverse associazioni di categoria. Questi rapporti si sviluppano anche attraverso accordi di partnership. Una delle Istituzioni più direttamente interessate all'attività del Consorzio è la Regione Veneto che ha specifiche competenze legislative ed amministrative sia in materia di gestione del territorio, e quindi sullo sviluppo delle aree industriali, che nell'ambito della programmazione economica.
Ha attivato rapporti con il Ministero degli affari esteri, in particolare per progetti di realizzazione di aree produttive sostenibili e per l'internazionalizzazione delle imprese, nell'ambito dei paesi comunitari ed extraeuropei, e con il Ministero dello sviluppo economico per la promozione e il finanziamento di programmi specifici di intervento. Con l'Università di Padova e le associazioni delle categorie produttive a livello locale (Unindustria, Cna, Upa, ecc.) vengono di frequente sviluppati progetti comuni e veicolati anche attraverso progetti di ricerca e borse di studio.
Collabora con gli enti come l'Interporto di Padova S.p.A., AcegasAps – che operano all'interno della Zona Industriale e che costituiscono parte funzionale ed integrante del Sistema Padova.
Per accrescere l'efficacia del proprio intervento, il Consorzio Zip si rapporta con le associazioni del settore in cui opera: l'Eine - Enti di Industrializzazione Nord Est e la FICEI - Federazione Italiana Consorzi Enti Industrializzazione.
Investe in progetti di riqualificazione ambientale dell'area e l'ampliamento della logica di servizio al territorio in un approccio sociale, oltre che esclusivamente economico.
La sostenibilità economica del Consorzio viene quindi garantita interamente ed esclusivamente dai proventi derivanti dalle proprie attività. Anche l'ultimo aumento di capitale a 12 milioni di euro, deliberato nel dicembre 2003, è stato gratuito e interamente autofinanziato dal Consorzio.

## Il Piano pluriennale
Il Consiglio di amministrazione di Zip ha deciso di razionalizzare, dal punto di vista operativo, le azioni strategiche già avviate attraverso una più precisa pianificazione. Di qui la necessità di realizzare un Piano pluriennale strutturato principalmente sul Piano pluriennale delle vendite e delle locazioni, sul Piano pluriennale delle opere e sul Piano di riqualificazione ambientale patrimoniale con successiva identificazione di Poli di Sviluppo.
Una volta approvato dall'Assemblea, il Piano pluriennale viene sottoposto alla verifica di Comune, Provincia, CCIAA, associazioni di categoria, ecc. proponendo Zip come soggetto di pianificazione territoriale ed economica anche nell'ambito dei Piani di Assetto Territoriale (Pat, Pati) previsti dalla nuova Legge urbanistica regionale e nei Piani già in essere di Agenda 21.
Il suo Piano di Sviluppo prevede:
- nel comune di Padova: una nuova disponibilità territoriale di 550.000 m² e la riqualificazione della Zona Nord (1,7 milioni di m2);
- nella provincia di Padova: una nuova disponibilità di 1,5 milioni di m² nell'ambito del "Parco dei 3 comuni" (6 milioni di m2), di quasi 700.000 m² a Cittadella (attraverso Zitac spa) e di 175.000 m² a Piazzola sul Brenta (attraverso Obiettivo Sviluppo spa);
- in ambito regionale: una disponibilità di 1,4 milioni di m² nei comuni di Arquà Polesine e Villamarzana (Rovigo), attraverso I3 spa.

Il suo futuro sta nel rispondere alla richiesta di sviluppo sostenibile – in termini ambientali, economici e sociali – espressa dalle imprese e dai lavoratori.